# Marina Shafir
Marina Shafir (n. 14 aprilie 1988, Soroca, RSS Moldovenească, URSS) este o luptătoare americană originară din Republica Moldova.

## Carieră
S-a născut în orașul Soroca din RSS Moldovenească (actualmente Republica Moldova) într-o familie de evrei moldoveni. Familia s-a mutat în Statele Unite când avea cinci ani. Tatăl ei, mecanic, și mama ei, profesoară, s-au stabilit la New York împreună cu Marina și cei doi frați mai mari. A început să antreneze judo la vârsta de șase ani și a început să concureze la un nivel avansat în acest sport la 12 ani. Cu toate acestea, a încetat să mai concureze la judo în adolescența târzie.
Și-a început cariera marțială mixtă (amator) în 2012. Prima perioadă a fost neînvinsă, câștigând toate cele cinci meciuri prin supunere. A devenit profesionistă la începutul anului 2014.
Prima luptă profesională a lui Shafir a fost împotriva Chandrei Engel pe 12 aprilie 2014, câștigând prin supunere în prima rundă. Mai târziu în acel an, Shafir a suferit prima sa pierdere într-o înfrângere din prima rundă împotriva Amandei Bell. În anul următor, ea a semnat cu Invicta Fighting Championships. Primul ei meci din promovarea Invicta a fost împotriva lui Amber Leibrock pe 9 iulie 2015. Shafir a fost învinsă în prima rundă.
Pe 7 mai 2018, WWE a anunțat că Shafir, împreună cu Jessamyn Duke, au semnat cu compania.
Pe 28 octombrie, la WWE Evolution, Shafir și Duke și-au făcut debutul în WWE atunci când au participat la un meci din campionatul feminin NXT, în care au ajutat-o pe Shayna Baszler să recâștige titlul asupra lui Kairi Sane.

## Viața personală
Shafir este un prieten apropiat al lui Ronda Rousey, care s-a antrenat cu ea la Glendale Fighting Club și are o experiență similară în judo.
În decembrie 2015, Shafir s-a logodit cu luptătorul profesionist Christopher Lindsay, mai bine cunoscut sub numele de Roderick Strong. Pe 24 aprilie 2017, Shafir a născut primul lor copil, Troy Veniamin Lindsey.. Cei doi s-au căsătorit pe 7 noiembrie 2018.

## Rezultate sportive
| Rezultate profesioniste |            |              |
| 3 meciuri               | 1 victorii | 2 înfrângeri |
| Prin knockout           | 0          | 2            |
| Prin predare            | 1          | 0            |
| La puncte               | 0          | 0            |

| Rezultat   | La general | Adversar       | Metodă         | Eveniment                          | Data            | Runda | Timp | Locația                              | Note |
| ---------- | ---------- | -------------- | -------------- | ---------------------------------- | --------------- | ----- | ---- | ------------------------------------ | ---- |
| Înfrângere | 1–2        | Amber Leibrock | TKO (lovituri) | Invicta FC 13: Cyborg vs. Van Duin | 9 iulie 2015    | 1     | 0:37 | Las Vegas, Nevada, United States     |      |
| Înfrângere | 1–1        | Amanda Bell    | KO (lovituri)  | LOP Chaos at the Casino 5          | 10 august 2014  | 1     | 0:37 | Inglewood, California, United States |      |
| Victorie   | 1–0        | Chandra Engel  | Supunere       | LOP Chaos at the Casino 4          | 12 aprilie 2014 | 1     | 1:57 | Inglewood, California, United States |      |

| Rezultat | La general | Adversar          | Metodă   | Eveniment                                       | Data              | Runda | Timp | Locația                                | Note |
| -------- | ---------- | ----------------- | -------- | ----------------------------------------------- | ----------------- | ----- | ---- | -------------------------------------- | ---- |
| Victorie | 5–0        | Nicole Upshaw     | Supunere | U of MMA: Fight Night 5                         | 9 februarie 2014  | 1     | 1:53 | Los Angeles, California, Statele Unite |      |
| Victorie | 4–0        | Tabitha Patterson | Supunere | Tuff-N-Uff: Future Stars of MMA                 | 29 noiembrie 2013 | 1     | 0:59 | Las Vegas, Statele Unite               |      |
| Victorie | 3–0        | Danielle Mack     | Supunere | Tuff-N-Uff: Mayhem in Mesquite 2                | 23 martie 2013    | 1     | 0:59 | Mesquite, Nevada, Statele Unite        |      |
| Victorie | 2–0        | Becky Lewis       | Supunere | Premier FC 12: Premier Fighting Championship 12 | 17 noiembrie 2012 | 1     | 2:03 | Albany, New York, Statele Unite        |      |
| Victorie | 1–0        | Denise Goddard    | Supunere | Premier FC 9: Battle to the Belt                | 20 mai 2012       | 1     | 0:44 | Holyoke, Massachusetts, Statele Unite  |      |